# Gola Dzierżoniowska
Gola Dzierżoniowska (do 1 stycznia 2002 nosiła nazwę Gola, niem. Guhlau) – wieś w Polsce położona w województwie dolnośląskim, w powiecie dzierżoniowskim, w gminie Niemcza, między Wzgórzami Krzyżowymi a Gumińskimi.

## Podział administracyjny
W latach 1975–1998 miejscowość administracyjnie należała do województwa wałbrzyskiego.

## Zabytki
Do wojewódzkiego rejestru zabytków wpisany jest obiekt:
- zespół zamkowy z XVI-XIX w.:
  - Zamek w Goli Dzierżoniowskiej – wybudowany w 1580 roku z portalem i dekoracjami sgraffitowymi elewacji
  - park.

## Historia

### Średniowiecze
Po raz pierwszy miejscowość wspomniana jest jako "Gola" w 1210 roku - tu wolni kmiecie płacą czynsz klasztorowi w Kamieńcu. Jednak już w połowie XIV wieku wieś jest własnością rycerską. W dokumencie z 1350 roku występuje "Cunadi de Poranicz domini ville Gola" - Konrad z Poranicz pan wsi Gola. W 1536 roku lasy dobra Gola nadane zostały kościołowi pod wezwaniem Św. Jerzego w Niemczy. Kolejnym właścicielem wsi jest Leonard von Rohnau, który wznosi w roku 1580 dwór na miejscu wcześniejszej budowli.

### XVII-XVIII wiek
W latach 1600–1610 następuje rozbudowa dworu. W 1611 roku znanym właścicielem miejscowych dóbr jest Dietrich von Ronau starosta świdnicko-jaworski, już jednak w roku 1626 wymienia się jako właściciela Georga von Ronau. Obok dworu działają stawy rybne. W 1668 roku miejscowe dobra przyjmuje ród Hentschelów a w początku XVIII wieku - Seidlitzowie. W XVIII wieku powstaje też regularny ogród dworski na wschód od dworu.

### XIX wiek
W tym okresie majątek dostaje się w ręce rodu Prittwitz und Gaffron. Stawy tracą w wieku XIX znaczenie gospodarcze i stają się częścią założenia krajobrazowego. W roku 1845 wymienia się we wsi zamek, folwark z młynem, browarem i gorzelnią. Wtedy też do Goli należy kolonia "Johannisthal" oraz leśnictwo.